# Енсінас-Реалес
Енсінас-Реалес (ісп. Encinas Reales) — муніципалітет в Іспанії, у складі автономної спільноти Андалусія, у провінції Кордова. Населення — 2419 осіб (2010).
Муніципалітет розташований на відстані близько 360 км на південь від Мадрида, 75 км на південь від Кордови.
На території муніципалітету розташовані такі населені пункти: (дані про населення за 2010 рік)
- Енсінас-Реалес: 2328 осіб
- Вадофресно: 91 особа
- Вента-дель-Ріо-Ансур: 0 осіб
- Сурреон: 0 осіб

## Демографія
Динаміка населення (INE ):

## Галерея зображень

Розташування муніципалітету у провінції Кордова